# بوم عرب
بوم عرب مربوط به اواخر دوره قاجار است و در دزفول، محله میاندره واقع شده و این اثر در تاریخ ۱۷ اسفند ۱۳۸۱ با شمارهٔ ثبت ۷۵۸۳ به‌عنوان یکی از آثار ملی ایران به ثبت رسیده است.